# Escape to Nowhere
 (août 2011).
Si vous disposez d'ouvrages ou d'articles de référence ou si vous connaissez des sites web de qualité traitant du thème abordé ici, merci de compléter l'article en donnant les références utiles à sa vérifiabilité et en les liant à la section « Notes et références ».

Escape to Nowhere est un court-métrage réalisé sur film 8 mm par Steven Spielberg, sorti en 1961. Spielberg n'avait alors que 14 ans.
Le film raconte une bataille durant la Seconde Guerre mondiale, qui se déroule dans l'Est de l'Afrique. Des soldats, alors en route vers un endroit inconnu, se font prendre en embuscade. Une grande bataille fera fureur et nul ne pourra s'échapper (d'où le titre du film).

## Ingéniosité
Durant le film, beaucoup d’explosions sont visibles mais aucune poudre ne fut utilisée car Spielberg, trop jeune pour manier ce type de matériel, utilisa de la terre qu'il plaça sur des planches de bois et sur lesquelles les acteurs sautaient. Ainsi chaque explosion est factice, et chacune d'entre elles fut faite manuellement, avec de la terre.

## Premier prix
Spielberg, alors satisfait de son film, décida de le présenter à un concours régional, qu'il gagna. La télévision locale s'est même déplacée pour voir le petit génie.

## Postérité
Dans son film partiellement autobiographique The Fabelmans (2022), Steven Spielberg montre une partie du tournage et la projection du film.